# Leo Docherty

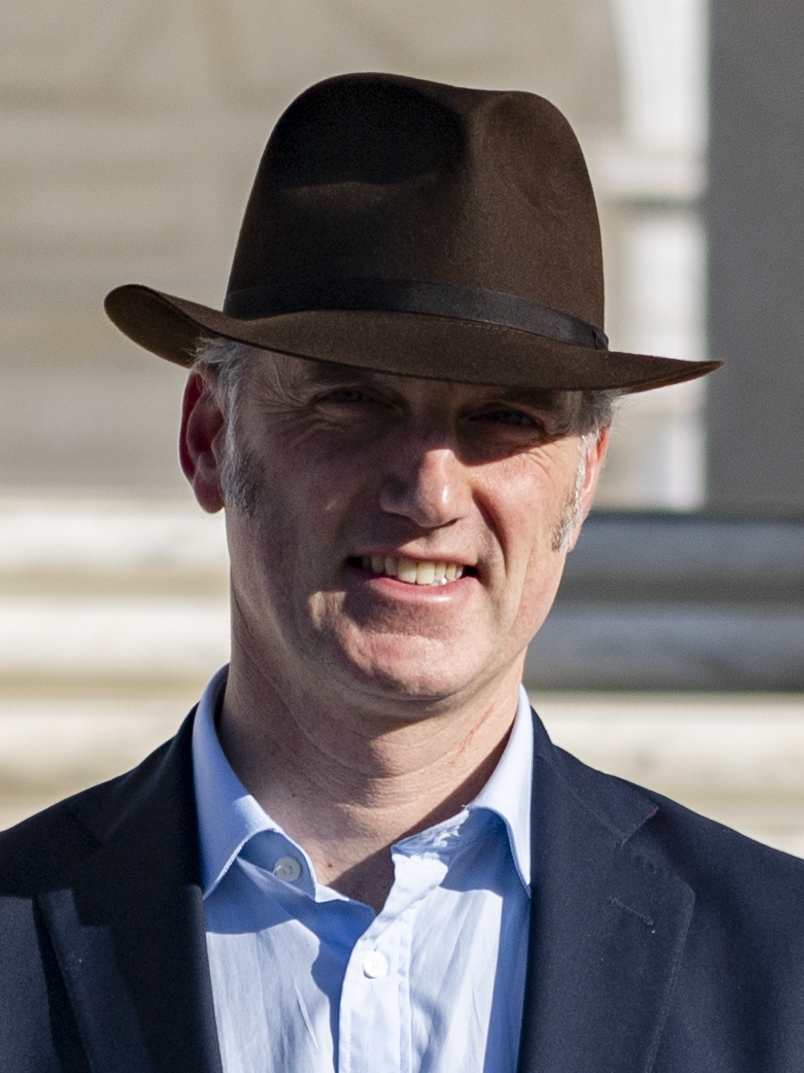
Docherty im Jahr 2021

Leo Docherty (* 4. Oktober 1976 in Glasgow) ist ein schottischer konservativer Politiker. Er ist seit Juni 2017 Unterhausabgeordneter für den Wahlkreis Aldershot. Zuvor hatte er bei den Scots Guards gedient, danach im Verlagswesen und für die Konservative Partei gearbeitet. Docherty ist der Autor von Desert of Death (2007).

## Ausbildung, Beginn der politischen Tätigkeit
Der in Glasgow geborene Docherty wuchs in Gloucestershire auf. Von 1996 bis 2000 studierte er Swahili und Hindi an der University of London, danach besuchte er im darauffolgenden Jahr die Royal Military Academy Sandhurst. Von 2001 bis 2007 diente er bei den Scots Guards.
Docherty war zunächst zu zeremoniellem Dienst in London abgeordnet, diente dann in Deutschland und danach als britischer Armeeoffizier bei Kriegseinsätzen im Irak und in Afghanistan. Nachdem er den Dienst quittiert hatte, schrieb er das Buch 'Desert of Death', das 2007 bei Faber erschien. Es handelte sich dabei um den kritischen Bericht eines Augenzeugen über den derzeitigen Krieg in Afghanistan.
Docherty lebte dann in Didcot in Oxfordshire. Er war als Herausgeber und Redakteur der Zeitschrift Steppe tätig. Die Zeitschrift, inzwischen eingestellt, befasste sich mit der Kultur und Geschichte von Zentralasien, mit den dortigen Landschaften und den dort lebenden Völkern.
2010 wurde er Vorsitzender des Conservative Middle East Council. Diese Funktion übte er bis zu seiner Wahl ins Unterhaus aus.
Docherty kandidierte im Mai 2011 im Wahlbezirk Hagbourne für die Konservativen für das South Oxfordshire District Council. Nach der Neuorganisation der Wahlbezirke endete seine vierjährige Amtszeit. Dagegen war seine Kandidatur im Wahlbezirk Wallingford für den Oxfordshire County Council im Mai 2017 erfolglos.

## Parlamentarische Karriere
Docherty kandidierte 2014 vergeblich für die Konservativen im Wahlkreis Oxford East, der wieder an Labour fiel. Bei der Unterhauswahl von 2015 trat er im Wahlkreis Caerphilly an, er wurde Dritter.
2017 wurde Docherty zum Kandidaten der Konservativen Partei für den Wahlkreis Aldershot ernannt, nachdem der bisherige Abgeordnete der Konservativen Gerald Howarth erklärt hatte, dass er nicht erneut für das Unterhaus kandidieren werde. Laut Financial Times war der Kandidatenaufstellung ein heftiger Kampf vorausgegangen, nachdem die Parteiführung das Verlangen von Aktivisten in Aldershot, Daniel Hannan, den prominentem Euroskeptiker und Europaparlamentsabgeordneten, aufzustellen, zurückgewiesen hatte. Docherty wurde 2017 ins Unterhaus gewählt.
Im Unterhaus arbeitet er im Defence Committee und in den Committees on Arms Export Controls (dem früheren Quadripartite Committee) mit.
Er unterstützte Boris Johnson bei der Wahl des Parteivorsitzenden der Konservativen. Am 29. Juli 2019 ernannte ihn Johnson zum Assistant Government Whip.
2019 schrieb Leos Bruder Paddy Docherty einen Brief an den Guardian. Darin drängte er seinen Bruder Leo, von seinen Ämtern zurückzutreten. Er schrieb, er sei abgestoßen von der Politik der Regierung, der Leo angehörte, sie sei zur schlimmsten Gefahr für Leben und Freiheit der Menschen geworden. Leo möge doch das einzig Anständige tun und zurücktreten.

### Tätigkeiten in den Golfstaaten
In den sechs Monaten nach seiner Wahl ins Unterhaus machte Docherty vier Reisen nach Saudi-Arabien und Bahrain. Die Reisen kosteten mehr als 15.000 britische Pfund und wurden von den Gastgeberländern finanziert. Schon zuvor war seine Wahlkampagne von Spendern mit Verbindungen zu den Golfstaaten mit erheblichen Beträgen (mehr als 10.000 Pfund) unterstützt worden.
Als Vorsitzender des Conservative Middle East Council und in seiner Eigenschaft als Abgeordneter hat Docherty häufig die Arbeit seiner Regierung in Bezug auf Saudi-Arabien und Bahrain gelobt. Er zog damit Kritik von oppositionellen Unterhausabgeordneten und von Journalisten wie Peter Osborne auf sich; zum einen wegen seiner politischen Verbindungen und zum anderen, weil er es unterließ, auf einen Interessenkonflikt seinerseits in Bezug auf diese Region hinzuweisen. Docherty leugnete derartige Interessenkonflikte. In seiner Eigenschaft als Vorsitzender des Ausschusses der Konservativen für den Nahen und Mittleren Osten nahm er zu kritischen Äußerungen in Bezug auf Parteispenden dahingehend Stellung, die Spenden hätten die Entscheidungen innerhalb dieses Ausschusses nicht beeinflusst. Dochertys Auslandsreisen kosteten insgesamt 26.893 britische Pfund, sie waren die teuersten, die irgendein Unterhausabgeordneter seit der Wahl von 2017 unternommen hat.

## Privatleben
Er ist mit Lucy Docherty verheiratet; das Ehepaar hat zwei Kinder.

## Veröffentlichungen
- Desert of Death. A Soldier's Journey from Iraq to Afghanistan. Faber and Faber, London 2007, ISBN 978-0-571-23688-6